# Alfred Hitchcock przedstawia
Alfred Hitchcock przedstawia (ang. Alfred Hitchcock Presents) – amerykański serial kryminalny będący antologią, na którą składały się wyreżyserowane przez różnych reżyserów krótkie filmiki kryminalne. Serial ten był emitowany w latach 1955–1962. Alfred Hitchcock pojawiał się zawsze na początku i na końcu każdego odcinka serialu, komentując go. Sam wyreżyserował 17 odcinków serialu. Reżyserami byli także m.in.: Robert Altman i Ida Lupino, zaś wśród autorów scenariusza można znaleźć takie nazwiska, jak: Ray Bradbury, Robert Bloch, Fredric Brown, Roald Dahl, Ira Levin, Philip Roth, Dorothy L. Sayers, John Wyndham.

## Kontynuacja
Popularność serialu zaowocowała kolejnymi cyklami: 
- w latach 1962–1965 nadawano Spotkanie z Alfredem Hitchcockiem (The Alfred Hitchcock Hour)
- w latach 1985–1989 – już po śmierci Hitchcocka – zrealizowano Alfred Hitchcock znów przedstawia (The New Alfred Hitchcock Presents), który obejmował zarówno nowe filmy, jak i współczesne wersje odcinków z lat 50. i 60.

## Obsada
- Alfred Hitchcock - wystąpił we wszystkich 268 odcinkach
- Harry Tyler - 11 odcinków (w latach 1955-60)
- John Williams - 10 odcinków (1955-59)
- Patricia Hitchcock - 10 odcinków (1955-60)
- Raymond Bailey - 10 odcinków (1955-62)
- Arthur Gould-Porter - 10 odcinków (1956-60)
- Russell Collins - 9 odcinków (1956-61)
- Robert Carson - 9 odcinków (1957-62)
- Ray Teal - 8 odcinków (1955-61)
- Lillian O'Malley - 8 odcinków (1955-62)
- Robert H. Harris - 8 odcinków (1956-61)
- Barry Harvey - 8 odcinków (1957-61)
- David Fresco - 8 odcinków (1958-62)
- Bartlett Robinson - 8 odcinków (1958-62)
- Percy Helton - 7 odcinków (1955-61)
- Mike Ragan - 7 odcinków (1955-61)
- Ralph Clanton - 7 odcinków (1956-60)
- Robert Horton - 7 odcinków (1956-60)
- Molly Glessin - 7 odcinków (1956-62)
- Rusty Lane - 7 odcinków (1956-62)
- Charles Davis - 7 odcinków (1957-60)
- John Zaremba - 7 odcinków (1957-62)
- Dorothea Lord - 7 odcinków (1958-60)
- David Carlile - 7 odcinków (1959-62)
- Robert Emhardt - 6 odcinków (1955-59)
- Alan Napier - 6 odcinków (1955-59)
- Tyler McVey - 6 odcinków (1955-61)
- Olan Soule - 6 odcinków (1955-62)
- Philip Coolidge - 6 odcinków (1956-59)
- Phyllis Thaxter - 6 odcinków (1956-60)
- Carmen Mathews - 6 odcinków (1956-62)
- Theodore Newton - 6 odcinków (1956-62)
- George Pelling - 6 odcinków (1957-61)
- Barbara Baxley - 6 odcinków (1957-62)
- Dick York - 6 odcinków (1957-62)
- Roscoe Ates - 6 odcinków (1958-60)
- Barbara Bel Geddes - 4 odcinki (1958-60)
- Walter Matthau - 4 odcinki (1958-61)
- Jessica Tandy - 3 odcinki (1956-58)
- Charles Bronson - 3 odcinki (1956-62)
- Cloris Leachman - 3 odcinki (1955-62)
- Michael Ansara - 3 odcinki (1956)
- William Shatner - 3 odcinki (1957-60)
- Hume Cronyn - 2 odcinki (1956-58)
- Denholm Elliott - 2 odcinki (1958-59)
- Steve McQueen - 2 odcinki (1959-60)
- Robert Loggia - 2 odcinki (1960-62)
- Rip Torn - 2 odcinki (1957-61)
- Peter Lorre - 2 odcinki (1957-60)
- Leslie Nielsen - 2 odcinki (1958-61)
- Martin Balsam - 2 odcinki (1958-61)
- James Coburn - 2 odcinki (1958-59)

W epizodach wystąpili m.in.: John Forsythe, John Cassavetes, Vincent Price, Roger Moore, Bette Davis, Burt Reynolds, Dick Van Dyke, Robert Redford, Peter Falk, Dean Stockwell, Robert Duvall, Wayne Rogers, Joanne Woodward, Lorne Greene, Robert Vaughn, Gena Rowlands, Sydney Pollack, Edward Asner, Jackie Coogan, Robert Culp, Richard Chamberlain, Harry Dean Stanton, Aaron Spelling, Clint Eastwood.